# Вилијам Макинли
Вилијам Макинли Млађи (енгл. William McKinley Jr.; 29. јануар 1843 — 14. септембар 1901) је био амерички политичар и 25. председник САД (1897—1901).
На место председника је изабран као кандидат Републиканске странке. Једно од главних обележја његовог мандата била је политика империјализма. Започео је Америчко-шпански рат, анектирао Хаваје и ставио Кубу и Порторико под америчку контролу. Године 1898. именовао је тзв. „Индустријско поверенство“ које је имало задатак да истражи утицај великих конгломерата и немира на привреду. Извештај те комисије је по његовом наследнику Теодору Рузвелту (енгл. Theodore Roosevelt) означио почетак политике разбијања немира. Убио га је анархиста Леон Чолгош (пољ. Leon Czolgosz) 1901. за време посете граду Буфалу у савезној држави Њујорк.
По њему је назван Маунт Макинли, највиши врх Северне Америке.